# ニキータ・ユーリエフ＝ザハーリン
ニキータ・ロマノヴィチ・ユーリエフ＝ザハーリン（Никита Романович Юриев-Захарин, ? - 1586年4月23日）は、モスクワ大公国の大貴族。侍従官ロマン・ユーリエヴィチ・ザハーリンの三男、母はウリヤナ・イヴァノヴナ。イヴァン4世の姻戚・重臣となり、ロマノフ家の権勢を大いに高めた。

## 生涯
叔父ミハイルはイヴァン4世の後見人として貴族会議の一員に加わっており、1547年に妹アナスタシヤがイヴァン4世の皇妃（ツァリーツァ）に選ばれると、ニキータは大膳職に任じられた。その直後には不首尾に終わったカザン・ハン国への遠征（1547年‐1548年）にも護衛官として参加し、1559年には侍従官に昇進してリヴォニア戦争でもヴァシーリー・セレブリャニー公、アンドレイ・ノテフ=スーズダリスキー公の補佐を務めた。1562年大貴族に叙され、1566年に兄ダニールが死ぬとトヴェリの都市長官職を引き継いだ。1572年の冬にはノヴゴロドにおいてモスクワ軍の分隊を指揮してスウェーデン軍と戦い、1573年からは再開されたリヴォニアでの戦闘にも加わった。外交面でも活躍し、1576年に神聖ローマ皇帝マクシミリアン2世の使節を、1582年には教皇使節アントニオ・ポッセヴィーノを歓待している。1584年、イヴァン4世は死にさいして後継者であるフョードル1世を重臣たちに託したが、新ツァーリの伯父であるニキータは同年末に病に倒れるまで事実上の摂政を務めた。健康を悪化させたニキータは1585年、それまで対立関係にあった新興貴族ボリス・ゴドゥノフと友好関係に入り、1586年ノヴォスパスキー修道院で亡くなった。

## 子女
最初の妻であるヴァルヴァラ・イヴァノヴナ・ホヴリナ（財務官の娘。母方がシュイスキー家の一族）との間には3人の子女をもうけた。
- フョードル
- アンナ（1585年没）…イヴァン・フョードロヴィチ・トロエクロフ公（1621年5月29日没）と結婚
- エウフィミヤ（1602年3月23日殺害）…イヴァン・ヴァシリエヴィチ・シツキー公（1608年3月23日、コズヘオーゼロ修道院で没）と結婚

再婚相手である公女エウドキヤ・アレクサンドロヴナ・ゴルバチヤ=シュイスカヤ（シュイスキー家出身・ヴァシーリー・シュイスキーの一族）との間には7人の子女をもうけた。
- ミハイル（1605年3月18日没、ニロブ）…侍従官
- アレクサンドル（1605年3月15日殺害、ウソリエ・ルド）…公女エウドキヤ・イヴァノヴナ・ゴリツィナ（1597年8月1日没）と初婚、ウリヤナ・セミョノヴナ・ポゴザナ（1622年没）と再婚
- ヴァシーリー（1601年2月15日没、ペルミ）
- イヴァン
- ウリヤナ（1565年没）
- マルファ（1610年没）…ボリス・カンブラトヴィチ・チェルカスキー公（1601年4月22日没）と結婚
- イリナ（1636年6月6日没）…1602年ボリス・ゴドゥノフの又従弟で侍従官のイヴァン・イヴァノヴィチ・ゴドゥノフ（1610年溺死）と結婚、2人の息子ピョートル、グレゴリーを儲ける